# Рибкино (Казахстан)
Ри́бкино (каз. Рыбкин) — село у складі Карабалицького району Костанайської області Казахстану. Входить до складу Смирновського сільського округу.
Населення — 182 особи (2021; 235 у 2009, 315 у 1999, 365 у 1989).